# Modelo de Niza
El Modelo de Niza es un escenario teórico analizado a partir de un modelo computacional que permite describir de forma dinámica los procesos que pudieron llevar a la formación y evolución del sistema solar en su configuración actual. Se llama así por la ubicación del Observatorio de la Costa Azul, donde se desarrolló inicialmente a partir del año 2005 en Niza, Francia.
El modelo propone la migración de los planetas gigantes desde una configuración compacta inicial hasta sus posiciones actuales, mucho después de la disipación del disco protoplanetario inicial. De esta manera, difiere de la hipótesis nebular, una de las explicaciones clásicas de la formación del sistema solar. Esta migración planetaria forma parte de la simulación dinámica que permitiría explicar eventos cosmológicos tales como el bombardeo intenso tardío del sistema solar, la formación de la nube de Oort y la distribución de poblaciones de cuerpos menores, incluidos el cinturón de Kuiper, los asteroides troyanos de Neptuno y los de Júpiter, y los numerosos objetos resonantes trans-Neptunianos dominados por Neptuno. Su éxito en la reproducción de muchas de las características observadas del sistema solar significa que es ampliamente aceptado como el modelo actual más realista de la evolución temprana del Sistema Solar, aunque no es universalmente el preferido entre la totalidad de los científicos planetarios. 
Investigaciones posteriores revelaron una serie de diferencias entre las predicciones del modelo de Niza original y las observaciones del sistema solar actual, por ejemplo, en las órbitas de los planetas terrestres y los asteroides, lo que llevó a su modificación.

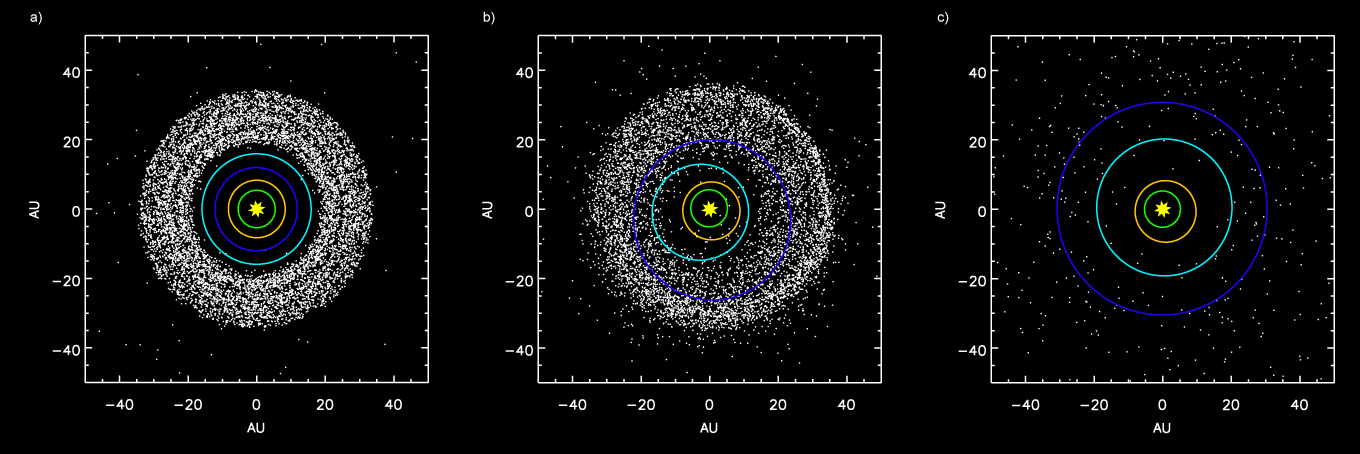
Simulación mostrando los planetas exteriores y el cinturón de planetesimales: a) Configuración inicial, después de que Júpiter y Saturno alcanzaran la resonancia 2:1 ; b) Dispersión de los planetesimales en el sistema solar interior después del cambio orbital de Neptuno (azul oscuro) y Urano (azul claro); c) Tras la eyección de los planetesimales por los planetas.

## Descripción
El núcleo original del modelo de Niza es un triplete de artículos publicados en la revista de ciencia general Nature en 2005 gracias a la colaboración de un grupo internacional de científicos: Rodney Gomes, Hal Levison, Alessandro Morbidelli y Kleomenis Tsiganis. En estas publicaciones, los cuatro autores propusieron que después de la disipación del gas y el polvo del disco del sistema solar primordial, los cuatro planetas gigantes (Júpiter, Saturno, Urano y Neptuno) se encontrarían originalmente en órbitas casi circulares de entre ~5.5 y ~17 unidades astronómicas (UA), espaciados de una forma mucho más compacta que en el presente. Un disco grande y denso de pequeños planetesimales de hielo y roca, con un total de aproximadamente 35 masas terrestres, se extendería desde la órbita del planeta gigante más externo hasta aproximadamente 35 UA.
Los científicos comprenden tan poco acerca de la formación de Urano y Neptuno, que Levison afirma que "... las posibilidades con respecto a la formación de Urano y Neptuno son casi infinitas".
Sin embargo, se sugiere que este sistema planetario evolucionó a partir de la interacción entre el cinturón externo de planetesimales y los planetas gigantes. Así, los planetesimales situados en el borde interno del disco experimentarían ocasionalmente el tirón gravitatorio del planeta gigante más exterior, lo que cambiaría sus órbitas. Los planetas dispersarían a la mayoría de los pequeños cuerpos helados que encontrasen hacia el interior, intercambiando momento angular con los objetos dispersos para que los planetas se movieran hacia afuera en respuesta, preservando el momento angular del sistema. Estos planetesimales se dispersarían de forma similar al encontrar el siguiente planeta, desplazándose hacia el exterior de forma sucesiva las órbitas de Urano, Neptuno y Saturno. El intercambio de impulso se traduciría en un desplazamiento (migración) de los planetesimales. Este proceso continuaría hasta que interactuasen con el planeta gigante más interno y masivo, Júpiter, cuya inmensa gravedad los enviaría a órbitas altamente elípticas o incluso los expulsaría directamente del sistema solar. Esto, en contraste, haría que Júpiter se moviera ligeramente hacia adentro.
La baja tasa de encuentros orbitales gobierna la tasa con la que los planetesimales salen del disco y la tasa de migración correspondiente. Después de varios cientos de millones de años de migración lenta y gradual, Júpiter y Saturno, los dos planetas más grandes, se acoplan mutuamente en resonancia orbital 1:2. Esta resonancia aumenta su excentricidad orbital, desestabilizando todo el sistema planetario. La disposición de los planetas gigantes se alteraría rápida y drásticamente. Júpiter desplazaría a Saturno hacia su posición actual, y esta reubicación provocaría encuentros gravitacionales mutuos entre Saturno y los dos gigantes helados, impulsando a Neptuno y Urano a órbitas mucho más excéntricas. Estos gigantes de hielo posteriormente se introducirían en el disco planetesimal, dispersando decenas de miles de planetesimales de sus órbitas anteriormente estables hacia el sistema solar exterior. Esta interrupción dispersa casi por completo el disco primordial, eliminando el 99% de su masa, un escenario que explica la ausencia actual de una densa población de Objetos transneptunianos. Algunos de los planetesimales se impulsarían hacia el sistema solar interno, produciendo una repentina afluencia de impactos sobre los planetas terrestres: el bombardeo intenso tardío.
Finalmente, los planetas gigantes alcanzarían sus semiejes mayores orbitales actuales, y la fricción dinámica con el disco planetesimal restante amortiguaría sus excentricidades, obligando a que las órbitas de Urano y Neptuno fuesen circulares nuevamente.
En aproximadamente el 50% de los modelos iniciales de Tsiganis y sus colegas, Neptuno y Urano también intercambian lugares. Un intercambio de Urano y Neptuno sería consistente con los modelos de su formación en un disco que tuviese una densidad de superficie que se redujera con la distancia al Sol, lo que conllevaría que las masas de los planetas también deberían disminuir con la distancia desde el Sol.

Ejemplo de simulación del modelo de Niza de la migración de los cuatro planetas gigantes, según su distancia al Sol.

## Características del sistema solar
La ejecución de modelos dinámicos con diferentes condiciones iniciales para una duración simulada de la historia del sistema solar producirá diversas poblaciones de objetos en su interior. Como las condiciones iniciales del modelo pueden variar, cada población será más o menos numerosa y tendrá propiedades orbitales particulares. Demostrar rigurosamente la validez de un modelo de la evolución del sistema solar primigenio es difícil, ya que este proceso no se puede observar directamente. Sin embargo, el éxito de cualquier modelo dinámico se puede evaluar comparando las predicciones de población de las simulaciones con las observaciones astronómicas de estas poblaciones. En la actualidad, los modelos informáticos del sistema solar se inician con las condiciones de partida del escenario de Niza, que en la práctica se ha visto que produce resultados coincidentes con muchos de los aspectos observados del sistema solar actual.

### El último bombardeo pesado
El registro de cráteres en la Luna y en los planetas terrestres es parte de la evidencia principal del bombardeo intenso tardío: un incremento en el número de cuerpos de impacto, unos 600 millones de años después de la formación del sistema solar. En el modelo de Niza, los planetesimales helados se dispersan en las órbitas de los cruces de planetas cuando Urano y Neptuno rompen el disco exterior, lo que provoca un aumento agudo de los impactos de los objetos helados. La migración de planetas externos también hace que los movimientos medios asociados a la resonancia secular se propaguen a través del sistema solar interno. En el cinturón de asteroides, aumentan las excentricidades, lo que los conduce a órbitas que se intersecan con las de los planetas terrestres, causando un período prolongado de impactos de objetos rocosos, eliminando aproximadamente el 90 % de su masa. El número de planetesimales que alcanzaría la luna es consistente con el registro de cráteres del bombardeo intenso tardío. Sin embargo, la distribución orbital de los asteroides restantes no coincide con las observaciones. En el sistema solar exterior, los impactos en las lunas de Júpiter son suficientes para desencadenar la diferenciación de Ganimedes pero no la de Calisto. Sin embargo, la cantidad de impactos de planetesimales helados en las lunas internas de Saturno es excesiva, lo que se traduciría en la vaporización de su hielo.

### Troyanos y el cinturón de asteroides
Después de que Júpiter y Saturno entrasen en resonancia 2:1, su influencia gravitacional combinada desestabilizaría la región coorbital de los troyanos existentes en los puntos de Lagrange L4 y L5 de Júpiter y de Neptuno, propiciando que se escapasen y a la vez que se capturasen nuevos objetos del disco planetesimal externo.
Los objetos en la región coorbital troyana experimentan una libración que se desplaza cíclicamente en relación con los puntos L4 y L5. Cuando Júpiter y Saturno están cerca pero no en resonancia, la ubicación donde Júpiter pasa Saturno en relación con su perihelio circula lentamente. Si el período de esta circulación cae en resonancia con el período en el que los troyanos pueden aumentar el alcance de sus libraciones, finalmente llegarían a escaparse. Cuando esto ocurriese, la región coorbitaria del troyano quedaría "dinámicamente abierta" y los objetos podrían tanto escapar como entrar en esta zona. Los troyanos primordiales se escaparían, y una fracción de los numerosos objetos del disco planetesimal interrumpido lo habitarían temporalmente. Más adelante, cuando Júpiter y Saturno estuvieran más alejados, la región de los troyanos se "cerraría dinámicamente", y se capturarían numerosos planetesimales en esta región, como se observa en la actualidad. Los troyanos capturados tienen una amplia gama de inclinaciones, que no se habían entendido previamente, debido a sus repetidos encuentros con los planetas gigantes. El ángulo de libración y la excentricidad de la población simulada también coincide con las observaciones de las órbitas de los asteroides troyanos de Júpiter. Este mecanismo del modelo de Niza genera de manera similar los asteroides troyanos de Neptunos.
Un gran número de planetesimales también se habrían capturado en las resonancias de movimiento medias de Júpiter a medida que migraba hacia adentro. Los que permanecieron en una resonancia 3:2 con Júpiter forman el grupo de Hilda. La excentricidad de otros objetos disminuyó mientras se encontraban en resonancia, escapando a órbitas estables en el cinturón de asteroides exterior, a distancias superiores a 2.6 UA cuando las resonancias se extendieron hacia adentro. Estos objetos capturados habrían sufrido erosión por colisión, produciendo fragmentos más pequeños capaces de ser afectados por el efecto Yarkovsky, causando que los objetos pequeños se desvíen hacia resonancias inestables, y por el efecto Poynting-Robertson, provocando que los granos más pequeños se desplacen hacia el Sol. Estos procesos eliminan más del 90 % de la masa de origen implantada en el cinturón de asteroides según Bottke y sus colegas. La distribución de frecuencia de tamaños de esta población simulada después de esta erosión coincide plenamente con las observaciones. Esto sugiere que los troyanos de Júpiter, los asteroides Hildas y algunos de los cinturones de asteroides externos, y todos los asteroides del tipo D espectrales, son los planetesimales remanentes de este proceso de captura y erosión. También se ha sugerido que el planeta enano Ceres se capturó mediante un proceso similar. Han sido descubiertos algunos asteroides del tipo D con semiejes mayores de menos de 2.5 UA, más cercanos que los que se capturarían en el modelo original de Niza.

### Satélites del sistema exterior
Cualquier población original de satélites irregulares capturada por los mecanismos tradicionales, como el arrastre o los impactos de los discos de acreción, se perdería durante los encuentros entre los planetas en el momento de la inestabilidad global del sistema. En el modelo de Niza, los planetas exteriores encuentran un gran número de planetesimales después de que Urano y Neptuno entren en el disco planetesimal, interrumpiéndolo. Una fracción de estos planetesimales son capturados por estos planetas a través de la interacción de tres cuerpos durante los encuentros entre planetas. La probabilidad de que un gigante helado capture cualquier planetesimal es relativamente alta, del orden de 10−7. Estos nuevos satélites podrían capturarse en casi cualquier ángulo, por lo que, a diferencia de los satélites regulares de Saturno, Urano y Neptuno, no necesariamente orbitan en los planos ecuatoriales de los planetas. Algunos satélites irregulares pueden incluso haber sido intercambiados entre planetas.
Las órbitas irregulares resultantes coinciden bien con los ejes, inclinaciones y excentricidades de los semiejes mayores de las poblaciones observadas. Se sospecha que las colisiones posteriores entre estos satélites capturados pueden haber creado las familias de colisión observadas en la actualidad. Estas colisiones también son necesarias para erosionar la población hasta la distribución de tamaño actual.
La configuración de Tritón, la luna más grande de Neptuno, puede explicarse si se supone que se capturó en una interacción de tres cuerpos que involucra la interrupción de un planetoide binario. Tal interrupción binaria sería más probable si Tritón fuera el miembro más pequeño del sistema binario. Sin embargo, la captura de Tritón sería más probable en el sistema solar primoigenio, cuando el disco de gas amortiguaría las velocidades relativas, y las reacciones de intercambio binario en general no habrían suministrado la gran cantidad de pequeños satélites irregulares.
No hubo suficientes interacciones entre Júpiter y los otros planetas para explicar el séquito de irregulares de Júpiter en las simulaciones iniciales del modelo de Niza que reproducían otros aspectos del Sistema Solar exterior. Esto sugiere que un segundo mecanismo estaba funcionando para ese planeta o que las simulaciones iniciales no reproducían la evolución de las órbitas de los planetas gigantes.

### Formación del cinturón de Kuiper
La migración de los planetas exteriores también es necesaria para explicar la existencia y las propiedades de las regiones más externas del sistema solar. Originalmente, el cinturón de Kuiper era mucho más denso y estaba más cercano al Sol, con un borde exterior de aproximadamente 30 UA. Su borde interior habría estado más allá de las órbitas de Urano y Neptuno, que a su vez estaban mucho más cerca del Sol cuando se formaron (muy probablemente en el rango de 15 a 20 UA), y en ubicaciones opuestas, con Urano más alejado del Sol que Neptuno.
Los encuentros gravitacionales entre los planetas desplazarían a Neptuno hacia el disco planetesimal, con un eje semi mayor de ~ 28 UA y una excentricidad tan alta como 0.4. La gran excentricidad de Neptuno hace que sus resonancias de movimiento medio se superpongan y las órbitas en la región entre Neptuno y sus resonancias de movimiento medio de 2:1 se vuelven caóticas. Las órbitas de los objetos entre Neptuno y el borde del disco planetesimal en este momento pueden evolucionar hacia afuera en órbitas estables de baja excentricidad dentro de esta región. Cuando la excentricidad de Neptuno se ve amortiguada por la fricción dinámica, quedan atrapadas en estas órbitas. Estos objetos forman un cinturón dinámico poco activo, ya que sus inclinaciones permanecen pequeñas durante el corto tiempo que interactúan con Neptuno. Más tarde, a medida que Neptuno migra hacia el exterior en una órbita de baja excentricidad, los objetos que se han dispersado hacia fuera se capturan en sus resonancias y pueden disminuir sus excentricidades y aumentar sus inclinaciones debido al mecanismo de Kozai, lo que les permite escapar a órbitas estables de mayor inclinación. Otros objetos quedan capturados en resonancia, formando los plutinos y otras poblaciones resonantes. Estas dos poblaciones son dinámicamente calientes, con mayores inclinaciones y excentricidades; debido a que están dispersos hacia afuera y a un período más largo, estos objetos interactúan con Neptuno.
Esta evolución de la órbita de Neptuno produce poblaciones tanto resonantes como no resonantes, un borde exterior en la resonancia 2:1 de Neptuno y una pequeña masa en relación con el disco planetesimal original. El exceso de plutinos de baja inclinación en otros modelos se evita debido a que Neptuno se dispersa hacia afuera, dejando su resonancia 3:2 más allá del borde original del disco planetesimal. Las diferentes ubicaciones iniciales, con los objetos clásicos fríos originarios principalmente del disco externo, y los procesos de captura, ofrecen explicaciones para la distribución de inclinación bimodal y su correlación con las composiciones. Sin embargo, esta evolución de la órbita de Neptuno no tiene en cuenta algunas de las características de la distribución orbital. Predice una excentricidad promedio mayor en las órbitas de objetos del cinturón de Kuiper clásico de lo que se observa (0.10–0.13 contrs 0.07) y no produce suficientes objetos con mayor inclinación. Tampoco puede explicar la aparente ausencia completa de objetos grises en la población fría, aunque se ha sugerido que las diferencias de color surgen en parte de los procesos de evolución de la superficie y no completamente de las diferencias en la composición primordial.
La escasez de los objetos de menor excentricidad predichos en el modelo de Niza puede indicar que la población fría se formó in situ. Además de sus diferentes órbitas, las poblaciones frías y calientes tienen diferentes colores. La población fría es marcadamente más roja que la caliente, lo que sugiere que tiene una composición diferente y está formada en una región diferente. La población fría también incluye un gran número de objetos binarios con órbitas poco ligadas que probablemente no sobrevivirían en un encuentro cercano con Neptuno. Si la población fría se formara en su ubicación actual, preservarla requeriría que la excentricidad de Neptuno se mantuviera en valores reducidos, o que su perihelio se eliminara rápidamente debido a una fuerte interacción entre esta y Urano.

### Discos dispersos y la nube de Oort
Los objetos dispersados hacia afuera por Neptuno en órbitas con un semi eje mayor que 50 UA pueden ser capturados en resonancias que forman la población resonante del disco disperso, o si sus excentricidades se reducen mientras están en resonancia, entonces pueden escapar de la resonancia a órbitas estables en el disco disperso mientras Neptuno está migrando. Cuando la excentricidad de Neptuno es grande, su afelio puede llegar mucho más allá de su órbita actual. Los objetos que alcanzan el perihelio cerca o por encima que el de Neptuno en este momento pueden desprenderse del planeta cuando se modera su excentricidad, reduciendo su afelio, dejándolos en órbitas estables en el disco disperso.
Los objetos dispersados hacia afuera por Urano y Neptuno en órbitas más grandes (aproximadamente 5000 UA) pueden elevar su perihelio por la marea galáctica separándolos de la influencia de los planetas que forman la nube de Oort interna con inclinaciones moderadas. Otros que alcanzan órbitas aún más grandes pueden ser perturbados por estrellas cercanas que forman la nube externa de Oort con inclinaciones isotrópicas. Los objetos dispersados por Júpiter y Saturno normalmente se expulsan fuera del sistema solar. Varios porcentajes del disco planetesimal inicial pueden depositarse en estos reservorios.

## Modificaciones
El modelo de Niza ha experimentado varias modificaciones desde su publicación inicial, ya que la comprensión de la formación del sistema solar ha avanzado y se han identificado diferencias significativas entre sus predicciones y observaciones. Los modelos hidrodinámicos del sistema solar temprano indican que las órbitas de los planetas gigantes convergen, dando lugar a su captura en resonancias. Durante el acercamiento lento de Júpiter y Saturno a la resonancia 2:1, Marte pudo capturarse en una resonancia secular, excitando su excentricidad a un nivel que desestabilizara el sistema solar interior. Las excentricidades de los otros planetas terrestres también pueden excitarse más allá de los niveles actuales, barriéndose las resonancias seculares después de la inestabilidad. La distribución orbital del cinturón de asteroides también deja un exceso de objetos de alta inclinación debido a las resonancias seculares que excitan las inclinaciones y eliminan los objetos de baja inclinación. Otras diferencias entre las predicciones y las observaciones incluyeron la captura de algunos satélites irregulares por Júpiter, la vaporización del hielo de las lunas internas de Saturno, la escasez de objetos de alta inclinación capturados en el cinturón de Kuiper y el reciente descubrimiento de asteroides del tipo D en el cinturón interior de asteroides.
Las primeras modificaciones al modelo de Niza fueron las posiciones iniciales de los planetas gigantes. Las investigaciones sobre el comportamiento de los planetas que orbitan en un disco de gas utilizando modelos hidrodinámicos revelan que los planetas gigantes migrarían hacia el Sol. Si la migración continuara, habría dado como resultado que Júpiter orbitaría cerca del Sol como los exoplanetas conocidos como Júpiteres calientes. Sin embargo, la captura de Saturno en una resonancia con Júpiter evitaría esta situación, y la captura posterior de los otros planetas da como resultado una configuración resonante cuádruple con Júpiter y Saturno en una resonancia 3:2. Una inestabilidad tardía a partir de esta configuración es posible si el disco exterior contiene objetos con masa similar a la de Plutón. La agitación gravitatoria del disco planetesimal externo por estos objetos de la masa de Plutón aumentaría sus excentricidades y también contribuiría a la migración hacia el interior de los planetas gigantes. La resonancia cuádruple de los planetas gigantes se rompe cuando las resonancias seculares se cruzan durante la migración hacia el interior. A continuación sigue una inestabilidad tardía similar a la del modelo original de Niza. Sin embargo, contradiciendo al modelo inicial, el momento de esta inestabilidad no es sensible a la distancia entre el planeta exterior y el disco planetesimal. La combinación de las órbitas planetarias resonantes y la inestabilidad tardía provocada por estas interacciones de larga distancia se han denominado Modelo de Niza 2.
La segunda modificación fue el requisito de que uno de los gigantes de hielo se encuentre con Júpiter, lo que provocaría que su semieje mayor se modificara bruscamente. En este escenario de Júpiter saltador, un gigante de hielo se encontraría con Saturno y se dispersaría hacia el interior en una órbita que cruzase la de Júpiter, lo que a su vez haría que la órbita de Saturno se expandiera; luego se encontraría con Júpiter y se dispersaría hacia afuera, lo que provocaría que la órbita de Júpiter se redujera. Esto da como resultado una separación gradual de las órbitas de Júpiter y Saturno en lugar de una suave migración divergente. La separación gradual de las órbitas de Júpiter y Saturno evita el barrido lento de las resonancias seculares a través del Sistema Solar interior que pudo producir el incremento de las excentricidades de las órbitas de los planetas terrestres y un cinturón de asteroides con una proporción excesiva de objetos de inclinación de alta a baja. Los encuentros entre el gigante de hielo y Júpiter en este modelo permiten a Júpiter adquirir sus propios satélites irregulares.
Los troyanos de Júpiter también se capturan después de estos encuentros, cuando su semieje mayor salta y, si el gigante de hielo pasa a través de uno de los puntos de libración que dispersan los troyanos, una población se agota en relación con la otra. El desplazamiento más rápido de las resonancias seculares a través del cinturón de asteroides limita la pérdida de estos de su núcleo. La mayoría de los impactadores rocosos del bombardeo intenso tardío en su lugar se originan en una extensión interna que se interrumpe cuando los planetas gigantes alcanzan sus posiciones actuales, quedando un remanente como asteroides de Hungaria. El modelo contempla que algunos asteroides del tipo D están incrustados en el cinturón interior, dentro de 2.5 UA, cuando es cruzado por el gigante de hielo durante sus encuentros.

## Modelo de Niza con cinco planetas
La frecuente expulsión del gigante de hielo al encontrarse con Júpiter, ha llevado a David Nesvorný y otros a la hipótesis de un sistema solar temprano con cinco planetas gigantes, uno de los cuales fue expulsado durante un episodio de inestabilidad. Este modelo de Niza de cinco planetas comienza con los planetas gigantes en una cadena de resonancias 3:2, 3:2, 2:1 y 3:2,  con un disco planetesimal en órbita más allá de ellos. Tras la ruptura de la cadena de resonancias, Neptuno migraría primero hacia el interior del disco planetesimal, alcanzando 28 UA antes de que comiencen los encuentros entre planetas. Esta migración inicial reduce la masa del disco externo, lo que permite preservar la excentricidad de Júpiter y produce un cinturón de Kuiper con una distribución de inclinación que coincide con las observaciones si 20 masas terrestres permanecieran en el disco planetesimal cuando comenzó la migración.
La excentricidad de Neptuno puede permanecer pequeña durante la inestabilidad, ya que solo se encuentra con el gigante de hielo expulsado, lo que permite que se conserve un cinturón frío clásico in situ. El cinturón planetesimal de masa inferior en combinación con el incremento de inclinaciones y excentricidades de los objetos del tamaño de Plutón también reduce significativamente la pérdida de hielo por las lunas internas de Saturno. La combinación de una ruptura tardía de la cadena de resonancia y una migración de Neptuno a 28 UA antes de la inestabilidad es improbable con el modelo de Niza 2. Esta brecha se puede salvar mediante una migración lenta impulsada por el polvo durante varios millones de años después de un escape temprano de la resonancia.
Un estudio reciente encontró que el modelo de Niza de cinco planetas tiene una probabilidad estadísticamente pequeña de reproducir las órbitas de los planetas terrestres. Aunque esto implica que la inestabilidad ocurrió antes de la formación de los planetas terrestres y no pudo ser la fuente del bombardeo intenso tardío, la ventaja de una inestabilidad temprana se reduce por los saltos considerables en el semieje mayor de Júpiter y de Saturno necesarios para preservar el cinturón de asteroides.